# Nahmitz

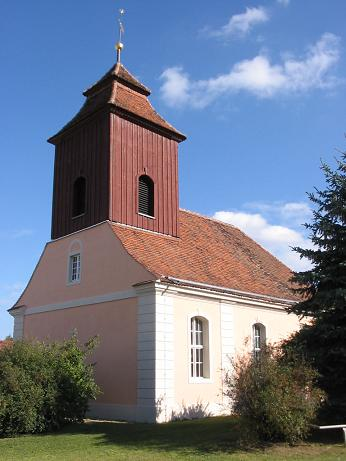
Dorfkirche Nahmitz von 1744

Das Dorf Nahmitz mit rund 600 Einwohnern gehört seit dem 1. April 2002 als Ortsteil zur Gemeinde Kloster Lehnin im Landkreis Potsdam-Mittelmark in Brandenburg, zu der sich (damals) dreizehn bis dahin selbständige Dörfer und Orte zusammengeschlossen hatten.

## Geographische Lage
Nahmitz liegt rund 15 Kilometer südöstlich der Stadt Brandenburg an der Havel und rund 25 Kilometer südwestlich von Potsdam sowie rund 50 Kilometer von Berlin entfernt. Das Dorf ist Teil der historischen Landschaft Zauche. Nahmitz befindet sich unmittelbar an der Autobahn A2 Berlin–Magdeburg am nordwestlichen Ende des Klostersees, während der nur zwei Kilometer entfernte, für die Gesamtgemeinde namensgebende Ortsteil Lehnin am südöstlichen Ende des Sees liegt.

## Geschichte
Das Dorf ist slawischen Ursprungs, auch der Name Nahmitz (ursprünglich Naumitz oder Noumitz) stammt aus dem Slawischen. Rund einen Kilometer nördlich am Netzener See ist heute noch ein Burgwall sichtbar. Die erste urkundliche Erwähnung findet das Dorf 1193 – aus dieser Zeit stammt auch seine „historische Bedeutung“. Um 1185/1190 wurde hier der Legende nach Sibold, der erste Abt des benachbarten Zisterzienser Klosters Lehnin, von slawischen Fischern erschlagen. Die Legende (siehe Kloster) enthält wahrscheinlich einen wahren Kern, der laut S. Warnatsch in einem Streit der Mönche mit den Nahmitzer Slawen um Fischerei- und Mühlenrechte lag.
Nach dem Ausbau der Emster als Wasserverbindung zur Havel als Emster Kanal kam es im 19. Jahrhundert in Nahmitz zu einer nennenswerten Fabrikation von Ziegelsteinen in zwei Ziegeleien. Ferner profitierte die Schifffahrt von dem Kanalausbau, 1801 waren 14 Schiffer mit der Flößerei von Holz beschäftigt. Neben der wald- und wasserreichen Umgebung ist heute die kleine, 2004 restaurierte Kirche erwähnenswert, ein rechteckiger Putzbau aus dem Jahr 1744 mit hölzernem Dachstuhl. Die beiden Glocken stiftete der letzte Lehniner Klosterabt Valentin im 16. Jahrhundert für einen Vorgängerbau.

## Baudenkmale
In der Liste der Baudenkmale in Kloster Lehnin sind für Nahmitz zwei Baudenkmale aufgeführt.

## Söhne und Töchter
- Wilhelm Klebitz (um 1533–1568), deutscher Theologe und Mathematiker